# Gonzalo Castro
Gonzalo Castro Randón (Wuppertal, 11 giugno 1987) è un ex calciatore tedesco di origine spagnola, di ruolo centrocampista.

## Carriera
Cresciuto nelle giovanili del medesimo club, ha giocato più di dieci anni con il Bayer Leverkusen con cui ha collezionato oltre 200 presenze e segnato 25 gol (in campionato).
Il 24 maggio 2015 viene acquistato dal Borussia Dortmund, con cui firma un contratto quadriennale.
Il 29 gennaio 2021 gioca la sua partita numero 400 in Bundesliga, in occasione di Stoccarda-Magonza.

## Statistiche

### Presenze e reti nei club
Statistiche aggiornate al 23 gennaio 2021.
| Anno                     | Squadra                  | Campionato               | Campionato | Campionato | Coppe nazionali | Coppe nazionali | Coppe nazionali | Coppe continentali | Coppe continentali | Coppe continentali | Altre coppe | Altre coppe | Altre coppe | Totale | Totale |
| Anno                     | Squadra                  | Comp                     | Pres       | Reti       | Comp            | Pres            | Reti            | Comp               | Pres               | Reti               | Comp        | Pres        | Reti        | Pres   | Reti   |
| ------------------------ | ------------------------ | ------------------------ | ---------- | ---------- | --------------- | --------------- | --------------- | ------------------ | ------------------ | ------------------ | ----------- | ----------- | ----------- | ------ | ------ |
| 2004-2005                | Bayer Leverkusen         | BL                       | 13         | 0          | CG+CdL          | -               | -               | UCL                | 1                  | 0                  | -           | -           | -           | 14     | 0      |
| 2005-2006                | Bayer Leverkusen         | BL                       | 21         | 0          | CG+CdL          | 2+1             | 0               | CU                 | 2                  | 0                  | -           | -           | -           | 26     | 0      |
| 2006-2007                | Bayer Leverkusen         | BL                       | 26         | 3          | CG+CdL          | 1+1             | 0               | CU                 | 11                 | 0                  | -           | -           | -           | 39     | 3      |
| 2007-2008                | Bayer Leverkusen         | BL                       | 33         | 1          | CG+CdL          | 1+0             | 0               | CU                 | 11                 | 0                  | -           | -           | -           | 45     | 1      |
| 2008-2009                | Bayer Leverkusen         | BL                       | 27         | 2          | CG              | 6               | 0               | -                  | -                  | -                  | -           | -           | -           | 33     | 2      |
| 2009-2010                | Bayer Leverkusen         | BL                       | 29         | 1          | CG              | 1               | 0               | -                  | -                  | -                  | -           | -           | -           | 30     | 1      |
| 2010-2011                | Bayer Leverkusen         | BL                       | 23         | 3          | CG              | 1               | 0               | UEL                | 8                  | 3                  | -           | -           | -           | 32     | 6      |
| 2011-2012                | Bayer Leverkusen         | BL                       | 31         | 2          | CG              | 1               | 0               | UCL                | 8                  | 0                  | -           | -           | -           | 40     | 2      |
| 2012-2013                | Bayer Leverkusen         | BL                       | 31         | 6          | CG              | 3               | 0               | UEL                | 6                  | 2                  | -           | -           | -           | 40     | 8      |
| 2013-2014                | Bayer Leverkusen         | BL                       | 30         | 5          | CG              | 3               | 0               | UCL                | 6                  | 0                  | -           | -           | -           | 39     | 5      |
| 2014-2015                | Bayer Leverkusen         | BL                       | 22         | 2          | CG              | 3               | 0               | UCL                | 7                  | 0                  | -           | -           | -           | 32     | 2      |
| Totale Bayer Leverkusen  | Totale Bayer Leverkusen  | Totale Bayer Leverkusen  | 286        | 25         |                 | 24              | 0               |                    | 60                 | 5                  |             | -           | -           | 370    | 30     |
| 2015-2016                | Borussia Dortmund        | BL                       | 25         | 3          | CG              | 5               | 3               | UEL                | 11                 | 1                  | -           | -           | -           | 41     | 7      |
| 2016-2017                | Borussia Dortmund        | BL                       | 28         | 3          | CG              | 6               | 0               | UCL                | 7                  | 1                  | SG          | 1           | 0           | 42     | 4      |
| 2017-2018                | Borussia Dortmund        | BL                       | 19         | 0          | CG              | 2               | 1               | UCL                | 3                  | 0                  | SG          | 1           | 0           | 25     | 1      |
| Totale Borussia Dortmund | Totale Borussia Dortmund | Totale Borussia Dortmund | 72         | 6          |                 | 13              | 4               |                    | 21                 | 2                  |             | 2           | 0           | 108    | 12     |
| 2018-2019                | Stoccarda                | BL                       | 25+2       | 2+0        | CG              | 1               | 0               | -                  | -                  | -                  | -           | -           | -           | 28     | 2      |
| 2019-2020                | Stoccarda                | 2.BL                     | 28         | 3          | CG              | 3               | 0               | -                  | -                  | -                  | -           | -           | -           | 31     | 3      |
| 2020-2021                | Stoccarda                | BL                       | 16         | 3          | CG              | 2               | 0               | -                  | -                  | -                  | -           | -           | -           | 8      | 3      |
| Totale Stoccarda         | Totale Stoccarda         | Totale Stoccarda         | 69+2       | 5+0        |                 | 6               | 0               |                    | -                  | -                  |             | -           | -           | 77     | 8      |
| Totale carriera          | Totale carriera          | Totale carriera          | 429        | 37         |                 | 40              | 4               |                    | 81                 | 7                  |             | 2           | 0           | 555    | 48     |

### Cronologia presenze e reti in nazionale
| Cronologia completa delle presenze e delle reti in nazionale ― Germania | Cronologia completa delle presenze e delle reti in nazionale ― Germania | Cronologia completa delle presenze e delle reti in nazionale ― Germania | Cronologia completa delle presenze e delle reti in nazionale ― Germania | Cronologia completa delle presenze e delle reti in nazionale ― Germania | Cronologia completa delle presenze e delle reti in nazionale ― Germania | Cronologia completa delle presenze e delle reti in nazionale ― Germania | Cronologia completa delle presenze e delle reti in nazionale ― Germania |
| Data                                                                    | Città                                                                   | In casa                                                                 | Risultato                                                               | Ospiti                                                                  | Competizione                                                            | Reti                                                                    | Note                                                                    |
| ----------------------------------------------------------------------- | ----------------------------------------------------------------------- | ----------------------------------------------------------------------- | ----------------------------------------------------------------------- | ----------------------------------------------------------------------- | ----------------------------------------------------------------------- | ----------------------------------------------------------------------- | ----------------------------------------------------------------------- |
| 28-3-2007                                                               | Duisburg                                                                | Germania                                                                | 0 – 1                                                                   | Danimarca                                                               | Amichevole                                                              | -                                                                       | 71’                                                                     |
| 22-8-2007                                                               | Londra                                                                  | Inghilterra                                                             | 1 – 2                                                                   | Germania                                                                | Amichevole                                                              | -                                                                       | 90’                                                                     |
| 12-9-2007                                                               | Colonia                                                                 | Germania                                                                | 3 – 1                                                                   | Romania                                                                 | Amichevole                                                              | -                                                                       | 46’                                                                     |
| 13-10-2007                                                              | Dublino                                                                 | Irlanda                                                                 | 0 – 0                                                                   | Germania                                                                | Qual. Euro 2008                                                         | -                                                                       | 90’                                                                     |
| 21-11-2007                                                              | Francoforte                                                             | Germania                                                                | 0 – 0                                                                   | Galles                                                                  | Qual. Euro 2008                                                         | -                                                                       | 56’                                                                     |
| Totale                                                                  |                                                                         | Presenze                                                                | 5                                                                       |                                                                         | Reti                                                                    | 0                                                                       |                                                                         |

## Palmarès

### Club

#### Competizioni nazionali
- Coppa di Germania: 1

Borussia Dortmund: 2016-2017

### Nazionale
- Campionato d'Europa Under-21: 1

Svezia 2009

### Individuale
- Squadra della stagione della UEFA Europa League: 1

2015-2016